# Burgruine Waldegg
Die Burgruine Waldegg ist die Ruine einer Gipfelburg oder Spornburg  erhöht in beherrschender Lage etwas oberhalb der Pfarrkirche Waldegg in der Gemeinde Waldegg im Bezirk Wiener Neustadt-Land in Niederösterreich.

## Geschichte
Die mittelalterliche Burg wurde in der ersten Hälfte des 12. Jahrhunderts erbaut.
1147 gehörte die Burg Adalram von Waldeck, dessen zweite Frau Richinza von Perg (⚭ um 1130) war. Vermutlich aufgrund eines Totschlags aus Eifersucht stiftete Adalram ein Kloster, die spätere Abtei Seckau. Er vermachte seine Herrschaften „Waldeck und Storhenberg“ Ottokar III. Markgrafen von Steiermark, der die Stiftung erweiterte und vollendete als Gegenleistung für die Herrschaften „Waldeck und Storhenberg“ Adalrams Stiftung, die Abtei Seckau. Adalram trat als Konverse in sein Kloster ein. Auch seine Frau wurde eine Nonne.
Die Burg wurde urkundlich 1136 erstmals und 1149 letztmals genannt. In der Verteidigungskette war Waldeck eine Wehrburg an der mittleren Piesting, Starhemberg weiter östlich an der Nordgrenze der Karantanermark und Emmerberg die Wacht am südöstlichen Eingang in die Neue Welt mit Blick auf die Ebene des Steinfelds.

## Ruine
Auf dem künstlich abgeplattetem Felsen sind nur noch geringe Mauerreste eines Mauerzuges unterhalb eines Felsens und Spuren von Mörtel an Felswänden erkennbar.